# ANSI.SYS
ANSI.SYS — драйвер для операционной системы MS-DOS, расширение стандартного драйвера клавиатуры и экрана CON, который находится в MS-DOS. Основывается на управляющих последовательностях ANSI. Добавляет дополнительные функции управления экраном: поддерживает ANSI-графику (можно изменять цвет символов и фона), позволяет передвигать курсор, разрешает переназначать клавиши клавиатуры и т. п.
ANSI-графика исходит из ASCII-графики. Этот вид цифровой графики создаёт картинку из символов, но применяет не только символы семиразрядного ASCII, а все 224 печатных символа, 16 цветов шрифта и 8 фоновых цветов. ANSI-графику применяли в BBS.
Когда BBS и DOS стали почти непопулярными, ANSI-графику стали всё реже и реже применять. Окно командной строки Windows NT не использует ANSI.SYS, но для Windows NT есть специальные программы.

## Использование
Чтобы загрузить ANSI.SYS под MS-DOS, в файл CONFIG.SYS (или CONFIG.NT для систем на основе Windows NT) нужно записать:
```
device=(
drive:
)(
path
)ANSI.SYS /L /K /X
```

Где (drive:) и (path) — это имя диска и путь к каталогу, где находится файл ANSI.SYS.
 Пример 
```
device=C:\DOS\ANSI.SYS
```

 Параметры 
- /L — прикладные программы могут применять столько строк на экране, сколько определено командой MODE.
- /K — используется клавиатурный интерфейс для 83-клавишных клавиатур компьютеров IBM PC/XT. Коды дополнительных клавиш расширенной (101-клавишной) клавиатуры IBM PC/AT не принимаются. Этот параметр подходит для старых прикладных программ.
- /Х — переопределяет дополнительные клавиши клавиатуры IBM PC/AT, коды которых начинаются с числа E016 (правые Alt и Ctrl, стрелки и др.)

## Функциональность
ANSI.SYS поддерживал кодовые последовательности, которые меняли цвет курсора, символов и фона экрана, а также позволяли программам перемещать курсор, переключать мерцание символов и также прочее. Драйвер обеспечивал 16 различных цветов для отображения текста («цвет переднего плана») и 8 фоновых цветов. Он также позволял менять видеорежим со стандартного текстового 80×25 символов на другие (графический 320×200 точек, текстовый 40×25 символов и т. п.), на разных видеоадаптерах.
В ANSI.SYS была интересная возможность — можно было на любую клавишу клавиатуры назначить сокращение для длинной команды. Ещё, так недобросовестные программисты делали «троянские» текстовые файлы — «ANSI-бомбы», которые переназначают клавиши на вредоносные команды. Антивирусы находили вредоносные переназначения функциональных клавиш F1, F2 и т. д. на команды del *.*, format c: и т. п., или «N» (No) на «Y» (Yes).
ANSI.SYS работал очень медленно, поскольку обращался к функциям BIOS. Его можно было заменить другими драйверами, которые работали с самой видеопамятью. Часто такие драйверы не позволяли переназначать клавиши и поэтому не страдали от «ANSI-бомб».

## Таблица видеорежимов
| № режима | Описание                       | № режима | Описание                      |
| -------- | ------------------------------ | -------- | ----------------------------- |
| 0        | текст 40 × 25, монохромный     | 1        | текст 40 × 25, 16 цветов      |
| 2        | текст 80 × 25, монохромный     | 3        | текст 80 × 25, 16 цветов      |
| 4        | графика 320 × 200, монохромный | 5        | графика 320 × 200, 4 цвета    |
| 6        | графика 640 × 200, монохромный | 14       | графика 640 × 200, 16 цветов  |
| 13       | графика 320 × 200, 16 цветов   | 19       | графика 320 × 200, 256 цветов |
| 15       | графика 640 × 350, монохромный | 16       | графика 640 × 350, 16 цветов  |
| 17       | графика 640 × 480, монохромный | 18       | графика 640 × 480, 16 цветов  |